# Linnaea floribunda
Linnaea floribunda är en tvåhjärtbladig växtart som först beskrevs av Carl Friedrich Philipp von Martius och Gal., och fick sitt nu gällande namn av Addison Brown och Vatke. Linnaea floribunda ingår i släktet linneor som är ensam i familjen Linnaeaceae (alternativ en underfamilj till kaprifolväxter). Inga underarter finns listade i Catalogue of Life.
Arten är en städsegrön buske som förekommer ursprunglig i Mexiko. Den har ovala glänsande mörkgröna blad som blir cirka 5 cm långa. Under tidiga sommaren bildas ljusröda rörformiga blommor med 5 foderblad.